# Ойкен, Вальтер
Вальтер Ойкен (нем. Walter Eucken; 17 января 1891[…], Йена, Саксен-Веймар-Эйзенах — 20 марта 1950[…], Лондон) — немецкий экономист, представитель фрайбургской школы неолиберализма. Издатель ежегодника ORDO.

## Биография
Сын лауреата Нобелевской премии по литературе философа Рудольфа Кристофа Ойкена. Изучал экономику, историю и философию в Кильском, Йенском и Боннском университетах. В 1913 году защитил докторскую диссертацию в Боннском университете. В годы Первой мировой войны служил офицером на западном и восточном фронтах.
В 1921 успешно прошёл процедуру хабилитации докторской степени в Берлинском университете, где в течение последующих четырёх лет занимался преподавательской деятельностью, параллельно в 1921—1924 годах исполнял функции заместителя коммерческого директора Имперского союза текстильной промышленности. Преподавал в Тюбингене (с 1925) и Фрайбурге (1927—1950).
С 1948 член научного совета Экономического управления Бизонии, затем — Федерального министерства экономики Германии.
Изучением творчества и развитием идей Вальтера Ойкена занимается Институт Вальтера Ойкена.